# إعادة تقييم العملة

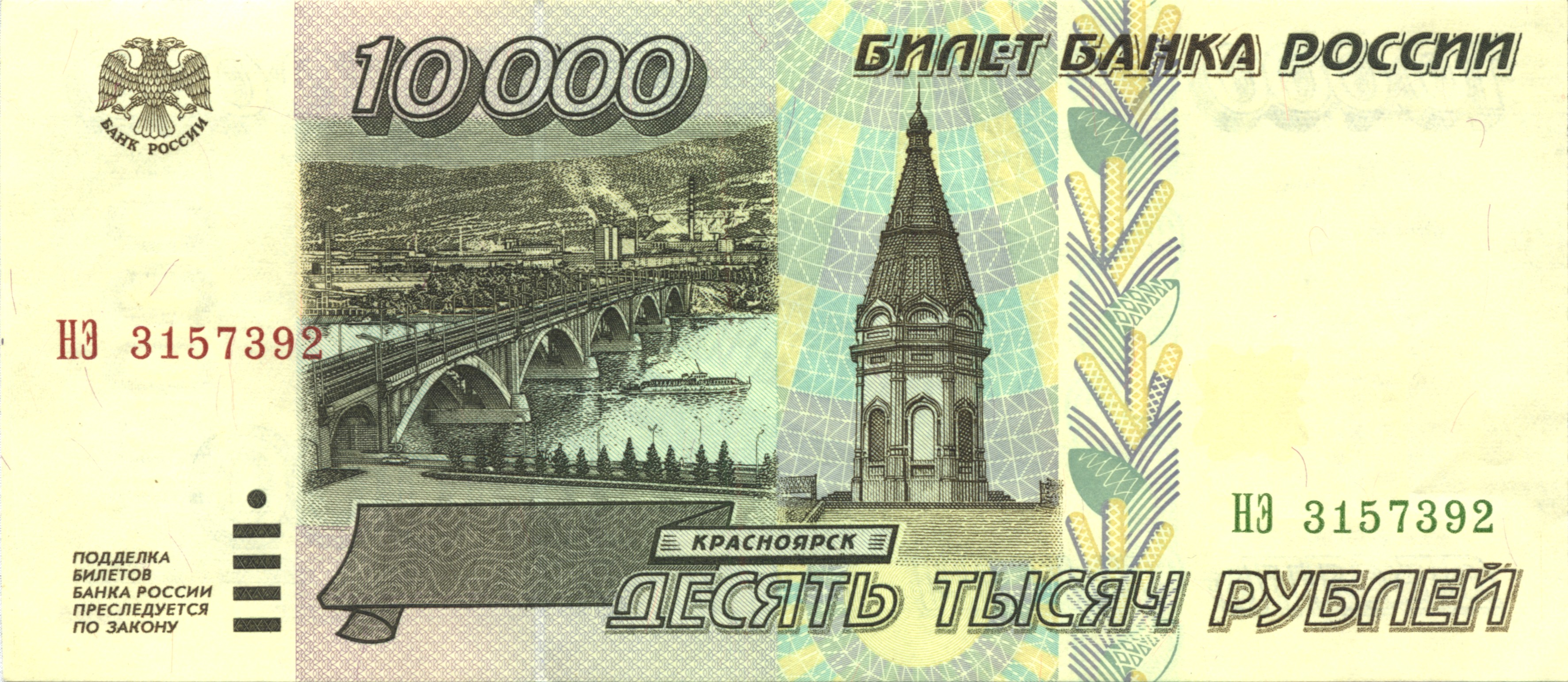

إعادة تقييم العملة هي عملية تغيير القيمة الاسمية للأوراق النقدية أو العملات المعدنية المستخدمة في العملة المتداولة. قد يتم ذلك لأن التضخم جعل وحدة العملة صغيرة للغاية بحيث يتم تعميم فئات كبيرة فقط من العملة. في مثل هذه الحالات، قد يتغير اسم العملة أو يمكن استخدام الاسم الأصلي مع مؤهل مؤقت مثل «جديد». يمكن إجراء إعادة الحساب لأسباب أخرى مثل تبني عملة جديدة كما هو الحال مع اليورو أو التراجع العشري. تتناول المقالة هذه الأنواع المختلفة من إعادة التفصيل.

## تضخمي
في أوقات التضخم، فإن نفس العدد من الوحدات النقدية يخفض باستمرار القوة الشرائية. بمعنى آخر، يجب التعبير عن أسعار المنتجات والخدمات بأعداد أكبر. إذا أصبحت هذه الأرقام كبيرة بشكل مفرط، فبإمكانها إعاقة المعاملات اليومية بسبب مخاطر وإزعاج تحمل مداخن من الفواتير، أو الضغط على الأنظمة، مثل آلات الصراف الآلي (ATM)، أو لأن علم النفس البشري لا يتعامل مع الأرقام الكبيرة جيدًا. قد تخفف السلطات من هذه المشكلة عن طريق إعادة الانتشار: وحدة جديدة تحل محل الوحدة القديمة بعدد ثابت من الوحدات القديمة يتم تحويلها إلى وحدة واحدة جديدة. إذا كان التضخم هو سبب إعادة التوطين، فإن هذه النسبة أكبر بكثير من 1، وعادة ما تكون قوة تكامل موجبة من 10 مثل 100، 1000 أو 1 مليون، ويمكن الإشارة إلى الإجراء باسم «قطع الأصفار». وتشمل الأمثلة الأخيرة
| وحدة جديدة                      | = | ×          | الوحدة القديمة      | عام         |
| ------------------------------- | - | ---------- | ------------------- | ----------- |
| الدولار الزيمبابوي الرابع (ZWL) | = | 1 000 000  | ZWR                 | فبراير 2009 |
| الدولار الزيمبابوي الثالث (ZWR) | = | 10 000 000 | ZWN                 | أغسطس 2008  |
| الدولار الزيمبابوي الثاني (ZWN) | = | 1 000      | ZWD (الدولار الأول) | أغسطس 2006  |
| الموزامبيقيه الجديدة metical    | = | 1 000      | meticais القديم     | 2006        |
| هذا الجدول ليس شاملا.           |   |            |                     |             |

| وحدة جديدة               | = | ×           | الوحدة القديمة    | عام  |
| ------------------------ | - | ----------- | ----------------- | ---- |
| Rentenmark الألمانية     | = | 1 000 مليار | Papiermark        | 1923 |
| الصينية "الذهب" يوان     | = | 3 مليون     | يوان قديم         | 1948 |
| الصينية "الفضة" يوان     | = | 500 مليون   | "الذهب" يوان      | 1949 |
| الدولار التايواني الجديد | = | 40 000      | الدولارات القديمة | 1949 |
| مانات أذربيجان الجديدة   | = | 5 000       | مانات القديم      | 2006 |
| هذا الجدول ليس شاملا.    |   |             |                   |      |

في بعض الأحيان، يتم تعريف النسبة بطريقة تجعل الوحدة الجديدة مساوية للعملة الصعبة. نتيجة لذلك، قد لا تستند النسبة إلى عدد صحيح. الامثله تشمل
| وحدة جديدة            | = | ×             | الوحدة القديمة | = | مرساة العملة           | عام                          |
| --------------------- | - | ------------- | -------------- | - | ---------------------- | ---------------------------- |
| ريال برازيلي          | = | 2 750         | كروزيس رياليس  | = | دولار الولايات المتحدة | 1 يوليو 1994                 |
| نوفي نوفي دينار       | = | 10 ~ 13 مليون | 1994 دينار     | = | دويتشه مارك            | 24 كانون الثاني / يناير 1994 |
| هذا الجدول ليس شاملا. |   |               |                |   |                        |                              |

في حالة التضخم المفرط، يمكن أن ترتفع النسبة إلى الملايين أو المليارات، إلى درجة يتم فيها استخدام الترميز العلمي للوضوح أو المقاييس الطويلة والقصيرة لتوضيح أي نوع من المليارات أو التريليون.
في حالة التضخم المزمن الذي من المتوقع أن يستمر، لدى السلطات خيار بين نسبة كبيرة لإعادة الاستعادة ونسبة صغيرة لإعادة الاستعادة. إذا تم استخدام نسبة صغيرة، فقد تكون هناك حاجة إلى إعادة تشخيص أخرى قريبًا، مما سيترتب عليه تكاليف في الصناعات المالية والمحاسبة والحوسبة. ومع ذلك قد تؤدي نسبة كبيرة إلى أسعار كبيرة أو صغيرة بشكل غير مريح في مرحلة ما من الدورة.
بعد إعادة البناء، غالبًا ما يكون للوحدة الجديدة نفس اسم الوحدة القديمة، مع إضافة كلمة جديدة . الكلمة الجديدة قد يتم أو لا يتم إسقاطها بعد سنوات قليلة من التغيير. في بعض الأحيان، تكون الوحدة الجديدة اسمًا جديدًا تمامًا، أو اسم «معاد تدويره» من إعادة تسمية سابقة أو من العصور القديمة.  

| وحدة جديدة               | = | ×             | الوحدة القديمة    | عام  | طبيعة الوحدة الجديدة                                              |
| ------------------------ | - | ------------- | ----------------- | ---- | ----------------------------------------------------------------- |
| الليرة التركية الجديدة   | = | 1 مليون دولار | الليرة القديمة    | 2005 | "جديد" هو تسمية رسمية وتم إسقاطها في عام 2009.                    |
| الدولار التايواني الجديد | = | 40 000        | الدولارات القديمة | 1949 | "الجديد" هو تسمية رسمية ولا يزال يستخدم في الوثائق الرسمية اليوم. |
| الأرجنتين الأرجنتيني     | = | 1 000         | بيزو أرجنتينو     | 1985 | اسم جديد تماما                                                    |
| يوغسلافيا 1993 دينار     | = | 1 مليون دولار | 1992 دينار        | 1993 | لا التعيين الرسمي                                                 |
| ريال برازيلي             | = | 2 750         | كروزيس رياليس     | 1994 | وحدة المعاد تدويرها من البرازيل قبل عام 1942                      |
| هذا الجدول ليس شاملا.    |   |               |                   |      |                                                                   |

## التعشير
تم تخفيض العملة في جميع البلدان التي تم فيها استخدام نظام جنيه استرليني مقابل شلن - بنس جنيه استرليني (1 جنيه استرليني = 20 شلن = 240 بنس). اختارت عدة دول تغيير وحدة العملة الرئيسية في نفس الوقت. من خلال تحديد دولار واحد = 0.5 جنيه إسترليني = 100 سنت، يتحول الشلن الواحد بسهولة إلى 10 سنتات.
| وحدة جديدة                        | = | س   | الوحدة القديمة    | عام  |
| --------------------------------- | - | --- | ----------------- | ---- |
| وصلة=\|حدود علامة الذهب الألمانية | = | 1/3 | Vereinsthaler     | 1873 |
| وصلة=\|حدود (جديد) بيني           | = | 2.4 | قرش               | 1971 |
| وصلة=\|حدود راند جنوب أفريقيا     | = | 0.5 | جنيه جنوب افريقيا | 1961 |
| وصلة=\|حدود دولار استرالي         | = | 0.5 | جنيه استرليني     | 1966 |
| وصلة=\|حدود الدولار النيوزيلندي   | = | 0.5 | جنيه نيوزيلندا    | 1967 |
| هذا الجدول ليس شاملا.             |   |     |                   |      |

## الاتحاد النقدي
عندما تشكل البلدان اتحادًا نقديًا، قد تكون هناك حاجة لإعادة الانتخاب. غالبًا ما لا تكون نسبة التحويل رقمًا دائريًا، وقد تكون أقل من 1.
| وحدة جديدة              | = | س        | الوحدة القديمة           | عام       | الاتحاد النقدي                                                            |
| ----------------------- | - | -------- | ------------------------ | --------- | ------------------------------------------------------------------------- |
| كرونة دنماركية          | = | 0.5      | الحفارات الدنماركية      | 1873      | الاتحاد النقدي الاسكندنافي                                                |
| غولدن أوسترشيشير فارونغ | = | 20/21    | اتفاقيات جولدن مونزي     | 1858      | وينر مونزفراج بين ولايات الاتحاد الجمركي الألماني والإمبراطورية النمساوية |
| اليورو                  | = | 0.787564 | الجنيه الايرلندي         | 1999/2002 | منطقة اليورو                                                              |
| اليورو                  | = | 40.3399  | فرنك بلجيكي أو لوكسمبورغ | 1999/2002 | منطقة اليورو                                                              |
| هذا الجدول ليس شاملا.   |   |          |                          |           |                                                                           |

### قائمة إعادة تجديد اليورو
تم تقديم اليورو النقدي في عام 2002.
| سعر الصرف </br> (اليورو بوحدات العملة القديمة) | الوحدة القديمة       | عام  | بلد                                  |
| ---------------------------------------------- | -------------------- | ---- | ------------------------------------ |
| 40.3399                                        | الفرنك البلجيكي      | 1999 | بلجيكا                               |
| 40.3399                                        | اللوكسمبرجية الفرنك  | 1999 | لوكسمبورغ                            |
| 1.95583                                        | دويتشه مارك          | 1999 | ألمانيا                              |
| 166,386                                        | بيزيتا الأسبانية     | 1999 | أندورا، اسبانيا                      |
| 6.55957                                        | الفرنك الفرنسي       | 1999 | أندورا، فرنسا، موناكو                |
| 0.787564                                       | الجنيه الايرلندي     | 1999 | أيرلندا                              |
| 1936.27                                        | الليرة الإيطالية     | 1999 | إيطاليا، سان مارينو، مدينة الفاتيكان |
| 2.20371                                        | جلد الغيلدر الهولندي | 1999 | هولندا                               |
| 13.7603                                        | شلن نمساوي           | 1999 | النمسا                               |
| 200,482                                        | اسكودو البرتغالية    | 1999 | البرتغال                             |
| 5.94573                                        | ماركا الفنلندية      | 1999 | فنلندا                               |
| 340.75                                         | الدراخما اليونانية   | 2001 | اليونان                              |
| 239.64                                         | tolar السلوفينية     | 2007 | سلوفينيا                             |
| 0.585274                                       | جنيه قبرصي           | 2008 | قبرص                                 |
| 0.4293                                         | الليرة المالطية      | 2008 | مالطا                                |
| 30,126                                         | كورونا سلوفاكية      | 2009 | سلوفاكيا                             |
| 15.6466                                        | كرونة استونية        | 2011 | استونيا                              |
| 0.702804                                       | لاتفي لاتس           | 2014 | لاتفيا                               |
| 3.4528                                         | ليتا الليتوانية      | 2015 | ليتوانيا                             |

## قائمة تخفيضات العملة
يسرد هذا الجدول العديد من عمليات إعادة تصنيف العملات التي حدثت، بما في ذلك إعادة تسمية العملة حيث يكون معدل التحويل 1: 1، ولكن مع استبعاد العلامة العشرية والانضمام إلى منطقة اليورو، المدرجة بالفعل في الجدول أعلاه.

## البدائل
في عام 2016، تم تصنيف البيزو الكولومبي بحوالي 3000 لكل دولار أمريكي، مع ما يصل إلى 50000 بيزو. بدلاً من إعادة تحديد العملة، تم تقديم تصميم جديد للأوراق النقدية، مع استبدال الأصفار الثلاثة الأخيرة بكلمة "mil" (بالألف)، مما يجعل قراءة القيم أسهل.
- Decimalisation
- المذهب (العملة)
- تخفيض العملة
- الدولرة
- التضخم
- التضخم